# Samsons
Samsons – indonezyjski zespół poprockowy z Dżakarty. Został założony w 2003 r. pod nazwą Equal.
Powstał w składzie: Bambang „Bams” Reguna Bukit – wokal, Erik Partogi Siagian – gitara, Irfan Aulia – gitara, Chandra „Konde” Christanto – perkusja, Aldri Dataviadi – bas. W 2012 r. zespół opuścił wokalista Bams, a później na jego miejsce wstąpił Aria Dinata. W 2019 r. z formacji odszedł perkusista Konde.
W 2005 r. grupa wydała swój debiutancki album pt. Naluri Lelaki. Ich utwór „Kenangan Terindah” stał się przebojem i wyprowadził zespół na szczyt popularności. Album Naluri Lelaki przyniósł im prestiżowe nagrody AMI (Anugerah Musik Indonesia) w kategoriach: najlepsza grupa popowa, najlepszy debiutant, najlepszy album, najlepszy album popowy.

## Dyskografia
Albumy studyjne
- 2005: Naluri Lelaki[6]
- 2007: Penantian Hidup[7]
- 2009: SamSonS[8]
- 2012: Perihal Besar[9]